# Saint-Saturnin-du-Bois
Saint-Saturnin-du-Bois è un comune francese di 883 abitanti situato nel dipartimento della Charente Marittima nella regione della Nuova Aquitania.

## Società

### Evoluzione demografica
Abitanti censiti